# Tjursbosjön
Tjursbosjön är en sjö i Västerviks kommun i Småland och ingår i Botorpsströmmens huvudavrinningsområde. Sjön är 25 meter djup, har en yta på 1,21 kvadratkilometer och befinner sig 51,3 meter över havet. Sjön avvattnas av vattendraget Sundsholmsbäcken.

## Delavrinningsområde
Tjursbosjön ingår i det delavrinningsområde (639929-153495) som SMHI kallar för Utloppet av Tjursbosjön. Medelhöjden är 65 meter över havet och ytan är 9,86 kvadratkilometer. Det finns inga avrinningsområden uppströms utan avrinningsområdet är högsta punkten. Sundsholmsbäcken som avvattnar avrinningsområdet har biflödesordning 2, vilket innebär att vattnet flödar genom totalt 2 vattendrag innan det når havet efter 19 kilometer. Avrinningsområdet består mestadels av skog (76 %). Avrinningsområdet har 1,21 kvadratkilometer vattenytor vilket ger det en sjöprocent på 12,2 %.